# Antonio de Toledo Piza e Almeida
Antonio de Toledo Piza e Almeida foi um engenheiro, político, jornalista e historiador brasileiro. Foi um dos fundadores do Instituto Histórico e Geográfico de São Paulo e sócio correspondente do Instituto Histórico e Geográfico Brasileiro.

## Biografia
Toledo Piza fez seus primeiros estudos em particular, com o professor Serafim José da Horta e Melo. Foi um republicano fervoroso, chegando a ser diretor do Clube Republicano de Porto Feliz, entre 1871 e 1874, chegando a representá-lo na Convenção de Itu, em 1873. Também foi membro do Congresso Republicano em São Paulo, como representante do Clube Republicano de Capivari, em 1874.
Em 1875 ingressou no curso de engenharia civil da Universidade de Cincinnati, nos Estados Unidos, de onde saiu formado quatro anos depois, com distinção. No ano seguinte regressou ao Brasil, exercendo o cargo de diretor técnico do Engenho Central de Porto Feliz até 1884. Exerceu a profissão em Jaboticabal e Araraquara e em 1891 foi nomeado engenheiro das obras públicas do Estado de São Paulo e em 1893, Diretor da Repartição de Estatística e Arquivo do Estado.
Como jornalista, foi correspondente de A Província de São Paulo, redator da Folha de Araraquara e colaborador do Correio Paulistano.

## Obras
- Devassa Sobre a Bernarda de 23 de maio de 1822;
- Documentos sobre a Independência;
- Episódios da Independência;
- Expulsão dos Jesuítas em 1640;
- Martim Afonso e a Bernarda;
- O Militarismo em São Paulo;
- Os Pródromos da Independência em Itu;
- O Tenente-General José Arouche de Toledo Rondon

## Fonte
- Amaral,Antonio B. do. Dicionário de História de São Paulo. São Paulo, 2006 [1903]. Imprensa Oficial do Estado de São Paulo, coleção paulística, v. 19. Verbete nas pp. 33-34.